# Hendrik Carel van der Boon Mesch

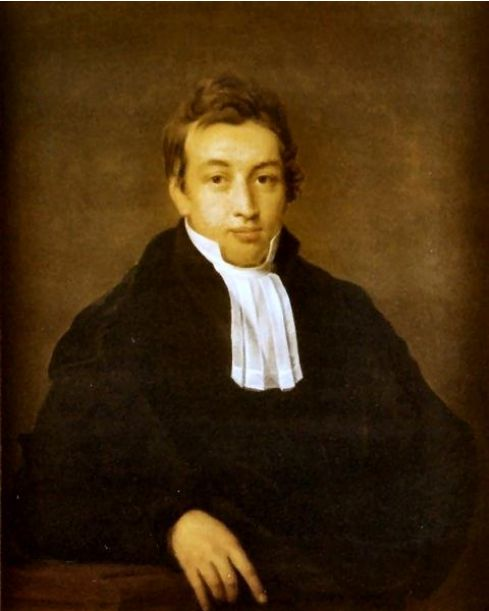
Hendrik Carel van der Boon Mesch (1795–1831)

Hendrik Carel van der Boon Mesch (* 6. April 1795 in Delft; † 19. Juni 1831 ebenda) war ein niederländischer Mediziner und Naturwissenschaftler.

## Leben
Hendrik Carel van der Boon Mesch war ein Sohn des Hendrik Carolus van der Boon Mesch (1760–1832) und dessen Frau Elisabeth Jacoba van Braam (1764–1807). Der Chemiker und Agrarwissenschaftler Antonius Henricus van der Boon Mesch war sein jüngerer Bruder. Hendrik Carel van der Boon Mesch studierte ab 1814 als Schüler von Sebald Justinus Brugmans an der Universität Leiden Medizin, promovierte 1820 mit seiner Dissertation de granite zum Dr. phil. und 1821 mit seiner Dissertation de nervo sympathico magno zum Dr. med. und wirkte später als Professor für Naturgeschichte und theoretische, pharmazeutische und Technische Chemie am Athenaeum Illustre Amsterdam.
Hendrik Carel van der Boon Mesch wurde am 26. November 1825 in das Koninklijk Nederlandsch Instituut van Wetenschappen, Letteren en Schoone Kunsten und am 28. November 1826 unter der Präsidentschaft des Mediziners Christian Gottfried Daniel Nees von Esenbeck mit dem akademischen Beinamen Boerhaave unter der Matrikel-Nr. 1302 als Mitglied in die Kaiserliche Leopoldino-Carolinische Akademie der Naturforscher aufgenommen. Er war Mitglied der Hollandsche Maatschappij der Wetenschappen und der Zeeuwsch Genootschap der Wetenschappen und wurde 1826 Mitglied der Maatschappij der Nederlandse Letterkunde und 1827 Mitglied der Bataafsch Genootschap der Proefondervindelijke Wijsbegeerte. In der Zeit von 1829 bis 1831 war er Direktor der Maatschappij tot Redding van Drenkelingen.

## Schriften
- Disputatio geologica de granite. H. W. Hazenberg, Lugduni Batavorum 1820 (Digitalisat)
- Disputatio physiologica inauguralis, de nervo sympathico magno. Haak et socios, Lugduni Batavorum 1821 (Digitalisat)